# Cadoneghe
Cadoneghe ist eine norditalienische Gemeinde (comune) mit 15.798 Einwohnern (Stand 31. Dezember 2023) in der Provinz Padua in Venetien. Die Gemeinde liegt an der Brenta (dt. Brandau), etwa 4 Kilometer nordöstlich von Padua.
1235 wird der Ort als Cadonice erwähnt. 
Bis in die 1970er/1980er Jahre bestand dort die Firma Grosoli SpA, die als größter Fleischerzeuger Europas bekannt war. Anfang der 1990er Jahre ging das Geschäft zugrunde.

## Töchter und Söhne der Gemeinde
- Franco Testa (1938–2025), Bahnradsportler und Olympiasieger

## Verkehr
Die Strada Regionale 308 führt durch den Ort direkt zur Autostrada A4 von Turin nach Triest.